# Aurangzeb mogul sah

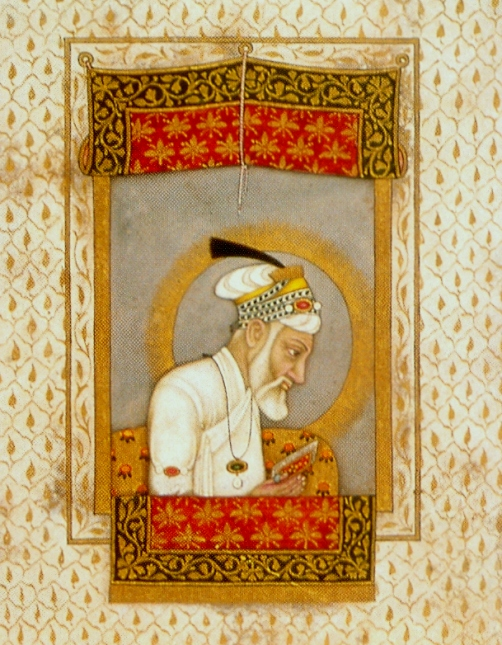
Aurangzeb

Abu Muzaffar Muhiuddin Muhammad Aurangzeb, gyakran csak Aurangzeb (perzsa, اورنگزیب jelentése: „uralkodásra termett”), (1618. november 3. – 1707. március 3.), más néven I. Álamgír („Az  Univerzum Ura”) a Mogul Birodalom  uralkodója 1658-1707-ig. Gyakran őt tekintik az utolsó nagy mogul császárnak. Aurangzeb  volt a harmadik fia Sáh Dzsahánnak a Tádzs Mahal építtetőjének és Mumtáz Mahalnak. Már korán  kitűnt hadvezéri képességeivel, hírnevet szerzett az üzbégek és perzsák elleni hadjáratban (1646-1647), a Dekkán körzetében növelte a muszlim befolyást, ahol hamarosan alkirály is lett.  
Aurangzeb a szigorú, merev  iszlám közösségi hatalom, az ortodox ulama hatása alatt állt. 1657-ben apja súlyos betegsége alatt megtámadta  testvérét, a költői vénájú, de  léha, élvezeteket hajszoló Dara Sikóht, akit már kijelöltek az uralkodásra.  Sáh Dzsahán átadta a Delhiben őrzött királyi kincstárt Darának,  aki annak segítségével sereget toborzott Aurangzeb ellenében, azonban vereséget szenvedett. Apja felépült, de akkorra már Aurangzeb megszerezte fiatalabb testvérei támogatását, ellenségeit kíméletlenül elpusztítva a császári udvarban teljhatalmat szerzett.  1658 májusában apját bezáratta az agrai Vörös Erődbe.
Uralkodásának kezdeti éveiben célul tűzte ki, hogy a vegyes hindu-muszlim vallású Indiából egységes iszlám államot épít. Úgy vélte, apja, dédapja túlságosan elnéző volt vallási kérdésekben, nem képviselték kellő eréllyel az iszlám érdekeit, elhanyagolták a térítést, nem alkalmazták az iszlám törvénykezést (saría), túl nagy teret engedtek a muszlim vallási ezoterikus tanításoknak (szúfizmus). Alattvalói nem szerették, de féltek tőle könyörtelensége miatt, és tisztelték vezetői képességeit.

## Uralkodása
Bár sikerrel hadakozott  török (üzbégek) és perzsa szomszédaival, Indián belüli ellenségeit is féken tartotta. A maráthi uralkodó, Sivádzsi kétszer is kirabolta Szurát kikötőit, ezért Aurangzeb hadjáratot indított ellene. A terve az volt, hogy dédapja, Nagy Akbar taktikáját követve legyőzi Sivádzsit, majd megbékél vele és alattvalójaként szolgálatra bírja. A tervet sikerült is megvalósítani (az úgynevezett Agrai megbékélés (1666)), és adományozott Sivádzsinak még egy  királyi rangot is. A béke törékenynek bizonyult. Sivádzsi elmenekült a Dekkánra, ahol hamarosan meghalt (1680), így üresen maradt a független Maráthi királyság trónja.
1680-tól Aurangzeb politikája fokozatosan szigorúbb lett az iszlám elvek és terjesztésük tekintetében. Aurangzeb birodalmát  militáns ortodox szunnita iszlám államként képzelte el, ahol puritán szertartások mellett a szigorú erkölcsű iszlám érvényesül. Levétette a pénzérmékről az iszlám hitvallás szövegét is, nehogy a hitetlenek érintésükkel beszennyezzék azokat. Az udvaroncoknak megtiltotta a hindu divat szerinti öltözködést. Elpusztított jó néhány hindu szobrot, templomot, szentélyt, így a  benáreszi, maduráji és a szongnáthi templomokat is leromboltatta.  A zenét betiltotta, a festészetet csak saját dicsőségének ábrázolására engedte érvényesülni. A gazdag és befolyásos hindu családok, akik a birodalom adminisztrációját is végezték, a moguloknak már nem partnerei és kollégái, hanem alattvalói és szolgái lettek. Az egyik legjelentősebb intézkedés a nem muszlimokra kirótt fejadó, azaz a dzsizja kivetése volt (1679), amit mintegy száz évvel újbóli bevezetése előtt Nagy Akbar már eltörölt.   Az intézkedést lázongások követték a Rádzsput-hercegek vezetésével, amit Aurangzeb harmadik fia, Akbar is támogatott.
A Dekkán-fennsík alávetett birodalmait, a bidzsápuri és golkondai királyságokat Aurangzeb magáénak vallhatta, a fokozatosan elmélyülő gazdasági válság elmélyítette a hadakozást a Maráthákkal. 1689-ben Sivádzsi fiát Szambhádzsit elfogták és kivégezték. A Marátha Királyság felbomlott. A megmaradt Maráthák ekkor  gerilla-hadviselést hirdettek a mogulok ellen, és a lakosság támogatásával fenntartották a folyamatos hadiállapotot. Aurangzeb élete hátralévő részében hosszú és kevés eredménnyel kecsegtető ostromot indított a marátha erődök ellen, ami északi területeinek hatalmi stabilitását ásta alá. Napirenden voltak a lázongások, amik nem annyira vallási, mint mezőgazdasági okokra vezethetők vissza, bár gyakran vallási színezetet öltöttek. Így a pandzsábi szikh területeken vallási mozgalmak lázongtak, de a hindu gyökerű szatnámi-mozgalom  felkelései is jelentősek voltak.
1675-ben Aurangzeb letartóztatta és kivégezte  Tegh Bahádur szikh gurut, aki nem volt hajlandó magáévá tenni az iszlám tanait.  Ez az intézkedés olaj volt a tűzre. A szikhek nyílt lázadást hirdettek Aurangzeb és birodalma ellen.
Csaknem fél évszázados uralkodása alatt jelentősen növelte birodalmát, és sikeresen megvédte annak határait. A látszólagos hatalmi nagyság mögött azonban súlyos feszültségek halmozódtak.
A maráthákkal folytatott csatározások folyamatosan szívták el a kincstár tartalékait és az emberi erőforrásokat. Az erőszakos iszlamizáció  elidegenítette az addig a birodalomhoz lojális hindukat, így a Rádzsputok támogatása is meggyengült, egyúttal megnehezítette a békés egymás mellett élés  politikájának megvalósítását. A pénzügyi instabilitás egyre inkább kiszolgáltatottá tette a birodalmat a belső lázadásoknak és a külső hódítási igényeknek.
Aurangzeb halálakor (1707 március) már látszódtak azok a repedések, amelyek  már a 18. század közepére a Mogul Birodalom összeomlásához vezettek. Egy omladozó birodalmat hagyott hátra, korrupt és nem hatékony, valóságtól elidegenedett  közigazgatást, demoralizált hadsereget, olyan államstruktúrát, amit  utódai sem tudtak már megreformálni.